# كينيون كوكس
كينيون كوكس (بالإنجليزية: Kenyon Cox)‏ هو رسام توضيحي وكاتب ورسام وفنان أمريكي، ولد في 27 أكتوبر 1856 في وارن في الولايات المتحدة، وتوفي في 17 مارس 1919 في نيويورك في الولايات المتحدة بسبب ذات الرئة.

## وصلات خارجية
- كينيون كوكس على موقع الموسوعة البريطانية (الإنجليزية)